# Inondations des années 2010 dans le Var
Les inondations des années 2010 dans le département du Var en France sont des phénomènes récurrents de débordement de cours d'eau et de ruissellement urbain intense, d'une fréquence et d'une létalité inhabituelles. En dix ans de 2010 à 2019, cinquante-quatre personnes perdent la vie dans neuf événements météorologiques significatifs survenus dans ce département.
Dus à de forts cumuls de pluie provoqués par des épisodes méditerranéens, ces évènements se déroulent dans un contexte d'urbanisation dense des zones naturellement inondables et d'exposition des populations au risque.
Le premier événement et le plus grave de cette série d'inondations catastrophiques et meurtrières se produit le 15 juin 2010 dans l'est du Var et essentiellement dans le bassin versant de la Nartuby et la basse vallée de l'Argens en zone littorale. Plusieurs communes sont alors particulièrement touchées, Draguignan qui subit les pertes humaines les plus importantes, mais aussi d'autres villes et villages à l'amont et à l'aval, jusque sur le littoral. Avec vingt-sept morts et des dégâts matériels considérables, il s'agit de la cinquième plus grave catastrophe en France depuis 1940, parmi celles ayant pour cause un épisode méditerranéen.
Au cours de la décennie, le Var est à nouveau frappé par des inondations meurtrières, à huit reprises. Les années 2014 et 2019 sont les plus meurtrières, avec vingt personnes tuées au cours des quatre inondations survenues ces deux années, dont trois secouristes en mission. Circonstance exceptionnelle, l'année 2019 qui clôt la décennie a connu deux inondations meurtrières à seulement une semaine d'intervalle, ayant toutes deux justifié le passage du département en vigilance rouge par Météo-France, ce qui ne s'était jamais produit en France. D'autres inondations ont lieu au cours de la décennie, mais ne provoquent que des dégâts matériels.
La fréquence inhabituelle de ces évènements ne doit pas laisser croire qu'il s'agirait de phénomènes nouveaux. Beaucoup des inondations du passé ont également été meurtrières, alors que le département était beaucoup moins peuplé et urbanisé qu'aujourd'hui. Mais ces inondations ont été occultées par la mémoire collective, dans un département surtout préoccupé par son développement économique, urbain, touristique, au détriment de la sécurité publique, comme le soulignent les expertises produites à la suite de ces catastrophes.

## Catastrophe de juin 2010

### Déroulement
Le lundi 14 juin à 16 h, les services de Météo-France placent en vigilance orange onze départements du sud-est de la France. L'organisme prévoit entre 150 et 200 mm de cumuls liés à la situation orageuse, en particulier sur le Var, les Bouches-du-Rhône et le Vaucluse.
Le mardi 15 juin, le Var est touché par un épisode méditerranéen qui frappe essentiellement l'est du département. La situation météorologique est classique, mais inhabituelle en cette saison. Une dépression froide descend le long de la façade ouest de la France en direction de la péninsule ibérique. Le flux d'air se redresse au sud sur le bassin méditerranéen. Devenu chaud et humide au-dessus de la mer, il alimente des orages stationnaires au pied des Alpes. C'est dans le secteur compris entre Saint-Tropez et la région de Draguignan que les pluies sont les plus intenses avec des cumuls de 200 à 300 mm, et des maxima à 397 mm aux Arcs-sur-Argens et 460 mm à Lorgues. Les volumes précipités sont extraordinaires : 400 mm en moins de deux jours, ce qui n'avait jamais été mesuré en cinquante ans d'observations en Provence.

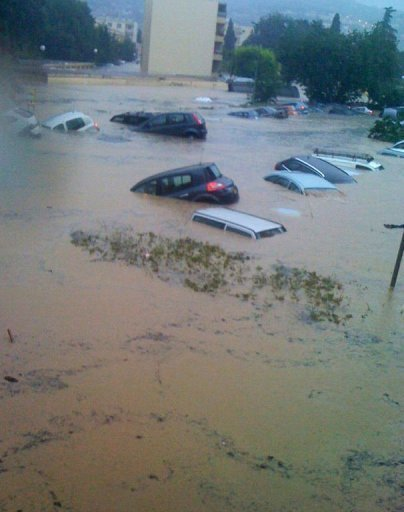
Draguignan, le 15 juin 2010, Quartier du Fournas, zone Saint-Hermentaire.

Dans leur rapport de retour d'expérience d'octobre 2010, les services de l’État estiment que « du point de vue hydrologique, il est vraisemblable que les eaux résultant des précipitations du fait de leur durée et de leur intensité ont ruisselé quasi intégralement », et que ces pluies ont une période de retour cinquantennale à centennale (ayant donc chaque année une chance sur cinquante à une chance sur cent seulement de se produire). Pourtant, il s'agit de volumes de pluies significativement inférieurs à certains événements observés ailleurs en France sur le pourtour méditerranéen (par exemple, 687 mm en 12 heures à Anduze dans le Gard en 2002.).
Cet énorme volume de pluie tombé en un temps très court provoque deux phénomènes rapides et violents assimilables à des crues soudaines : la crue de la Nartuby, qui inonde son lit majeur désormais urbanisé, ainsi que la crue des petits cours d'eau du Malmont, colline qui domine Draguignan, qui connaissent d’importants écoulements torrentiels. Au pied du Malmont, les vallons où s'écoulent ces petits cours d'eau ont également été urbanisés. Les réseaux pluviaux qui s'y trouvent étant incapables de supporter un tel débit, le débordement a très vite gagné les rues où s'est produit un ruissellement intense d'eau chargée de terre et de pierres, emportant des morceaux de voirie et des véhicules. Dans certains quartiers construits dans ces vallons, l'eau est ainsi montée jusqu'à quatre mètres de hauteur. En définitive, ces deux phénomènes ont entraîné l'inondation catastrophique de la ville de Draguignan et des communes qui bordent la Nartuby en fin d'après-midi.
Ces phénomènes de crue soudaine sont décrits par les « témoins [qui] ont parlé d’une vague, d’un mur d’eau déferlant dans le lit mineur. C’est la marque des crues à cinétique rapide, mais pas celle d’un effacement d’embâcles, car les mêmes témoins disent que le niveau de l’eau n’a pas baissé après son passage. ».
Les eaux déchaînées se sont ensuite déversées dans le fleuve l'Argens, en pleine nuit (d'où les pertes humaines et matérielles importantes dans la plaine inondable de l'Argens) avant d'atteindre la mer, dévastant ainsi partiellement la périphérie de Fréjus, dont les campings de la côte jusqu'à Saint-Aygulf. Le débit du fleuve estimé au pic de crue par la DREAL et figurant au PPRI de Puget-sur-Argens, est de l'ordre de 2500 m3/s le 16 juin à minuit.
D'autres communes ont été dévastées comme Figanières (traversée comme Draguignan par un petit cours d'eau issu du massif du Malmont, mais dans le bassin versant de l'Endre) ou encore Châteaudouble, où l'on déplore aussi des pertes humaines, notamment dans le hameau de Rebouillon, particulièrement touché par la crue de la Nartuby, puisqu'une maison construite au bord de la rivière a été emportée.

### Bilan

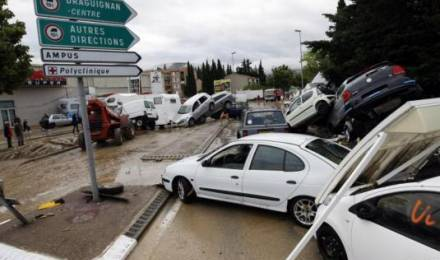
Draguignan, le 16 juin 2010, la zone de Saint-Hermentaire, la plus touchée de la ville.

Les crues ont fait vingt-sept morts et disparus à Draguignan, à Roquebrune-sur-Argens, à Trans-en-Provence, à Châteaudouble, dans le hameau de Rebouillon, à Fréjus, Flayosc et au Luc. Des rumeurs ont eu cours sur un bilan plus lourd.
Le rapport de retour d'expérience de l'État d'octobre 2010 indique que « la cause directe de la tragédie humaine des 15 et 16 juin 2010 [...] a souvent été liée à la présence de nombreuses personnes hors de leur domicile, effectuant en fin d’après midi ou en soirée à pied ou en véhicule leurs trajets quotidiens au moment où la montée très soudaine et rapide des eaux les a surprises. Plusieurs des personnes décédées à leur domicile semblent avoir péri en s’efforçant de préserver leur véhicule ». Néanmoins, « les moyens engagés ont permis de sauver 2450 personnes, dont 1100 sauvetages au sol et 1350 sauvetages aériens, 300 personnes ayant évité une mort certaine. ».
Au-delà du drame humain, c'est tout le tissu économique du département qui a souffert : beaucoup de maisons ont eu de l'eau jusqu'au toit et sont donc inhabitables et les pertes agricoles sont évaluées à plus de 50 millions d'euros. En outre, l'activité industrielle et commerciale (plus de quatre mètres d'eau dans l'Intermarché de Draguignan) est également très touchée tout comme le secteur du tourisme. C'est pourquoi l'État a débloqué en urgence trois millions d'euros, puis douze millions d'euros fin juillet. Vraisemblablement, ces inondations auraient occasionné plus d'un milliard d'euros de dégâts.
Les inondations ont perturbé les épreuves du baccalauréat. N'ayant souffert que de dégâts mineurs, les trois centres d'examen de Draguignan sont restés ouverts et ont accueilli les candidats. À titre exceptionnel, deux mesures ont été prises par le ministre de l'Éducation nationale Luc Chatel : l'autorisation d'un retard jusqu'à treize heures pour les élèves n'ayant pu rejoindre leur centre d'examen à l'heure, et l'organisation d'une session de rattrapage le 19 juin 2010.

### Réactions politiques

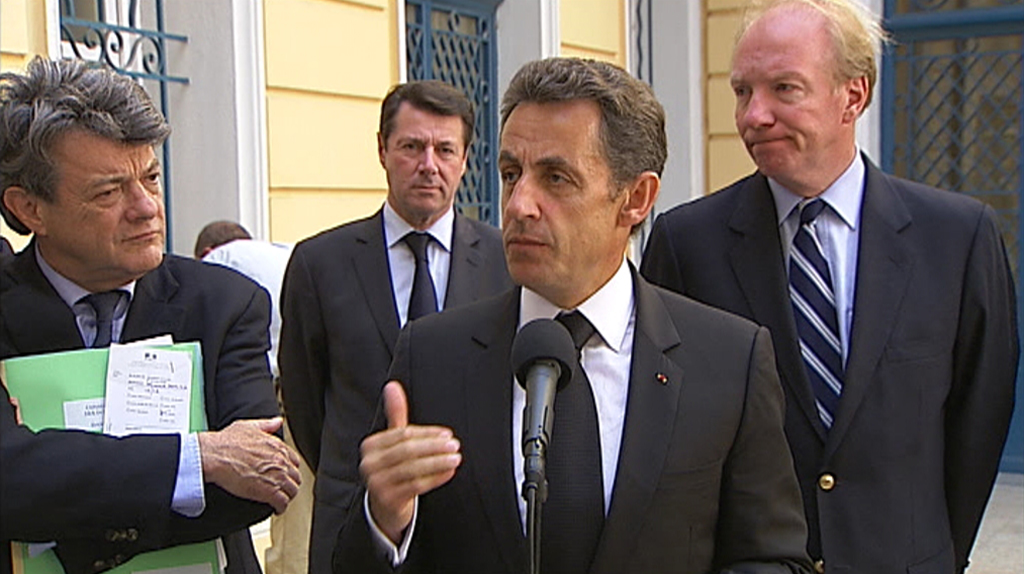
21 juin 2010, Nicolas Sarkozy à l'Hôtel de ville de Draguignan peu après la catastrophe, entouré de gauche à droite de Jean-Louis Borloo, ministre de l'Écologie, Christian Estrosi, ministre chargé de l'Industrie, Brice Hortefeux, ministre de l'Intérieur.

Le maire de Draguignan Max Piselli déclare : « L'étendue des dégâts est très importante. C'est vraiment quelque chose de dramatique qui touche ma ville […] [Il s'agit d'une] inondation foudroyante d'une brutalité excessive que nous n'avions jamais connue à Draguignan. […] Ma ville n'est plus la même ; elle est […] maintenant pleine de boue, de gravats, de cailloux, de pierres, de murs effondrés, de berges qui s'écroulent ». Il ajoute : « Les gens voyaient passer un torrent furieux. Il est descendu de la colline dominant Draguignan et a traversé toute la ville dans sa largeur emportant sur son passage les routes nationales, les chemins. On a eu l’impression d’un barrage qui aurait craqué et cette lame de fond aurait traversé toute ma ville […] Nous venons de vivre une après-midi et une nuit d’une intensité dramatique que l’on ne peut imaginer sans être sur place. C’est une catastrophe humaine. ».
Jean-Michel Couve, député de la quatrième circonscription du Var, déclare à l'Assemblée nationale, le 22 juin 2010 : « C'est un véritable drame qu'ont vécu les Varois et qu'ils subissent encore aujourd'hui […] Des trombes d'eau, des torrents de boue ont dévalé des collines et des rues, ravageant bâtiments, habitations et terrains agricoles et surtout, surtout tuant sur leur passage […] ».
Georges Ginesta, maire de Saint-Raphaël et député de la cinquième circonscription du Var, déclare à l'Assemblée nationale, le 23 juin 2010 : « Cette tempête sans précédent depuis une cinquantaine d'années marquera durablement notre département, notamment sur le plan économique […] Cette catastrophe nous appelle à réfléchir sur nos politiques de prévention des risques car la vie de nos concitoyens est directement mise en jeu lorsque de telles catastrophes surviennent ».
Le président de la République Nicolas Sarkozy déclare, à l'Hôtel de ville de Draguignan : « Nous n'autoriserons aucune construction en zone dangereuse. Il n'y a aura pas d'exceptions […] C'est un problème de vie ou de mort »,.

### Mémoire

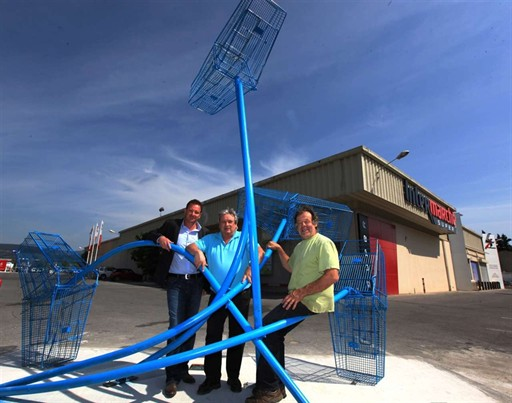
Le monument Natur by sur le parking de l'Intermarché de Saint-Hermentaire à Draguignan.

Des sculptures et mémoriaux sont érigés :
- à Draguignan, ville qui a payé le plus lourd tribut aux intempéries
  - dans la zone artisanale de Saint-Hermentaire, la plus touchée de la ville, une sculpture de Renaud Vassas (photo) a été dressée sur le parking de l'Intermarché ; elle est haute de quatre mètres, la hauteur atteinte par l'eau dans cette partie de Draguignan, au plus fort de la crue. Cette œuvre a été réalisée à partir de chariots de supermarché. Son auteur l'a appelée Natur by en référence à la Nartuby. Elle rend notamment hommage à l'une des employés du supermarché, morte noyée dans sa voiture[17].
  - au rond-point du stade Léo Lagrange, un mémorial en hommage aux victimes, réalisé par Dominique Barlet, a été inauguré le 15 juin 2011 par Max Piselli, maire de Draguignan, entouré d'Hubert Falco, maire de Toulon et sénateur du Var, Thierry Mariani, secrétaire d'État chargé des transports et Horace Lanfranchi, président du conseil général du Var, en présence de nombreux officiels, des familles des victimes, de nombreux secouristes et de près de 3 000 personnes recueillies[18].
- à Trans-en-Provence, une plaque commémorative est apposée le 15 juin 2011 pour rendre hommage aux victimes de la tragédie[19].

## Catastrophes survenues depuis 2010

### 2011
En novembre 2011, le département du Var est de nouveau touché par des crues très importantes, notamment dans la plaine de l'Argens, où populations et entreprises, déjà gravement sinistrées le 15 juin 2010, doivent une nouvelle fois subir des inondations, alors que beaucoup venaient à peine de terminer les travaux de remise en état. Lassés et découragés, certains pensent à partir. Au lourd bilan matériel s'ajoute la mort de deux personnes dans le Var à Bagnols-en-Forêt.

### 2012
Le 26 octobre 2012, le sud-ouest varois est lui aussi endeuillé par des inondations qui provoquent la mort de deux étudiants sur le campus de La Garde près de Toulon. Les deux étudiants ont été emportés par les flots, l'un ayant tenté en vain de sauver l'autre. La ministre de l'Enseignement supérieur Geneviève Fioraso se rend sur place et salue « l'acte de courage du jeune homme qui, malheureusement, n'a pas réussi à sauver sa camarade et qui a péri de son acte formidable ».

### 2014
En janvier 2014, de nouvelles inondations affectent le département du Var qui avait été placé en vigilance orange pluies et inondations par Météo France. Ces crues provoquent la mort de deux personnes à La Londe-les-Maures et à Pierrefeu-du-Var,. Les fleuves côtiers de Maravenne et du Gapeau, de l'Argens et les rivières Nartuby, Réal Martin sont concernés. Les communes de La Londe-les-Maures, de Roquebrune-sur-Argens, de Pierrefeu-du-Var, de Fréjus, du Lavandou sont particulièrement affectées.
En septembre 2014, une femme décède dans des inondations provoquées par de violents orages à Bandol.

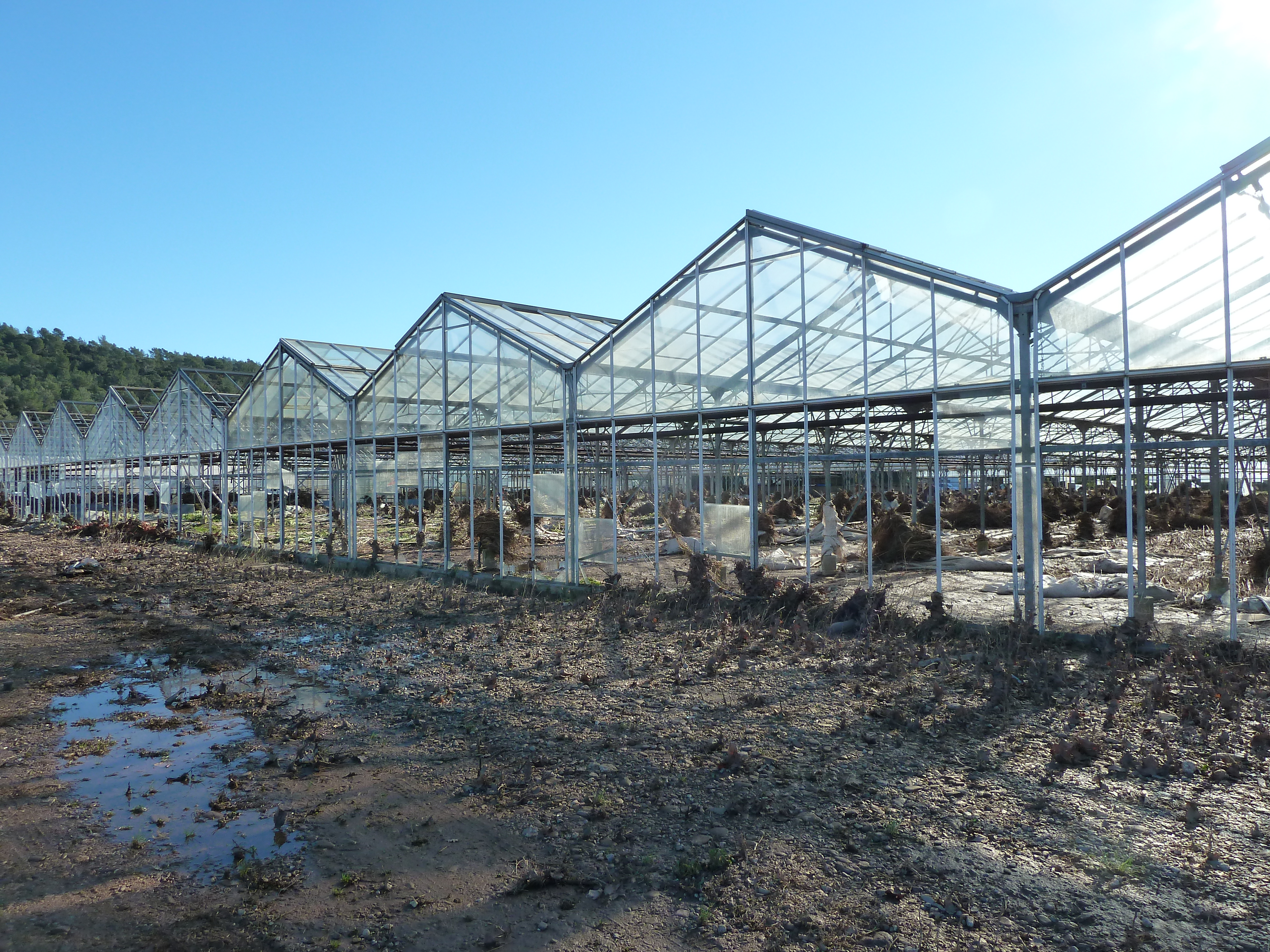
Serres ravagées en 2014

En novembre 2014, l'ouest-Var est de nouveau confronté à de violentes inondations, seulement dix mois après avoir déjà subi des événements d'une pareille ampleur. Le bilan humain est très lourd : les crues font cinq morts à La Londe-les-Maures, Hyères, Grimaud et Cogolin, dont une petite fille de huit ans dont le corps n'a pas été retrouvé.
L'année 2014 est une année particulièrement meurtrière dans le Var : huit personnes ont trouvé la mort dans des inondations.

### 2018
Le mercredi 10 octobre 2018, la crue de la rivière la Garonnette à Sainte-Maxime emporte un véhicule avec deux personnes à son bord. Le jeudi 1er novembre 2018, un homme se noie à Saint-Antonin-du-Var dans son véhicule dont il perd le contrôle sur une route submergée par de nouveaux phénomènes de crues liés à des pluies abondantes.

### 2019
Le samedi 23 et le dimanche 24 novembre 2019, six personnes meurent dans des inondations après que le Var et les Alpes-Maritimes ont été placés en vigilance rouge pour risque de crues exceptionnelles. D'après Vigie Météo France, il est en effet tombé deux à trois mois de pluie en quarante-huit heures. Le ministre de l'Intérieur Christophe Castaner se rend sur place dès le dimanche 24 novembre.
Le dimanche 1er décembre, le Var et les Alpes-Maritimes sont placés en alerte rouge aux pluies et inondations en raison d'un nouvel épisode méditerranéen d'ampleur, pour la seconde fois en seulement une semaine,. Trois personnes meurent dans ces inondations dans le Var, une femme de Grimaud dont le corps est retrouvé plusieurs jours plus tard plage des Canoubiers, à Saint-Tropez, un berger retrouvé à Saint-Paul-en-Forêt, et le propriétaire d’une pension pour chevaux qui tentait de sauver ses bêtes, à Fréjus,.
En outre, trois secouristes de la Sécurité civile meurent lors de l'accident de leur hélicoptère EC145 dans les Bouches-du-Rhône, alors qu'ils partaient en mission de reconnaissance et de sauvetage dans le Var.
Avec douze victimes, l'année 2019 est ainsi la plus meurtrière de la décennie après 2010 : neuf personnes ont trouvé la mort dans les inondations et trois secouristes ont perdu la vie en mission.

## Bilan de la décennie dans le Var

### Bilan humain
Au cours de la décennie, cinquante-et-une personnes ont trouvé la mort dans des inondations dans le département du Var. Trois autres sont mortes indirectement lors de ces évènements : trois secouristes trouvent la mort dans les Bouches-du-Rhône en décembre 2019 à bord de leur hélicoptère, alors qu'ils partaient en mission dans le Var. Le nombre de victimes provoquées par ces catastrophes s'élève donc à cinquante-quatre en dix ans.
| Année | Mois      | Communes concernées par les pertes humaines                                                  | Nombre de victimes |
| ----- | --------- | -------------------------------------------------------------------------------------------- | ------------------ |
| 2010  | juin      | Châteaudouble, Draguignan, Flayosc, Fréjus, Le Luc, Roquebrune-sur-Argens, Trans-en-Provence | 27                 |
| 2011  | novembre  | Bagnols-en-Forêt                                                                             | 2                  |
| 2012  | octobre   | Toulon                                                                                       | 2                  |
| 2014  | janvier   | La Londe-les-Maures, Pierrefeu-du-Var                                                        | 2                  |
| 2014  | septembre | Bandol                                                                                       | 1                  |
| 2014  | novembre  | Cogolin, Grimaud, Hyères, La Londe-les-Maures                                                | 5                  |
| 2018  | octobre   | Sainte-Maxime                                                                                | 2                  |
| 2018  | novembre  | Saint-Antonin-du-Var                                                                         | 1                  |
| 2019  | novembre  | Saint-Maximin-la-Sainte-Baume, Le Muy, Cabasse, Tanneron, Saint-Antonin-du-Var               | 6                  |
| 2019  | décembre  | Fréjus, Saint-Paul-en-Forêt, Grimaud                                                         | 3                  |
| 2019  | décembre  | Secouristes se rendant en mission dans le Var                                                | 3                  |

### Bilan matériel
Le bilan de l'inondation de juin 2010 est évalué à un milliard d'euros[réf. nécessaire].

## Les causes des catastrophes

### Des phénomènes connus
Ces catastrophes sont provoquées par des épisodes méditerranéens, phénomènes météorologiques connus et propres au pourtour méditerranéen, et non par le réchauffement climatique. Ces épisodes sont caractérisés « par des averses paroxystiques, d’un type commun à tout l’espace méditerranéen, constituant un phénomène rare par son intensité mais pas exceptionnel ». Une vingtaine de grandes catastrophes provoquées par ces épisodes sont répertoriées en France au XXe siècle, et d'autres dans un passé plus lointain.
« Du point de vue hydrologique, les rivières de la zone concernée [...] sont bien connues pour leurs crues intenses et rapides, mais les inondations catastrophiques qu'elles peuvent occasionner sont souvent sorties de la mémoire collective ».

#### Crues de la Nartuby
En effet, des crues comparables à celle de 2010 en Dracénie sont déjà survenues le 16 novembre 1674 et le 6 juillet 1827,,. La crue de 1674 est rapportée par un témoin oculaire, Pierre Laugier, consul, qui écrit dans son livre d'heures : « le 16 novembre 1674, à l’heure de 8 à 9 du matin, commença une pluie continuelle jusqu’à l’entrée de la nuit, assez violente et rapide. Ayant une demi-heure de relâche, recommença et redoubla avec une si grande impétuosité, plutôt à dire un déluge que débort, où les éclairs continuels donnent lumière par toute la terre, accompagnée de tonnerre sans relâche, d’une vigueur affreuse, capable à donner de la frayeur et terreur aux plus insensibles ». Les dégâts frappent surtout les cultures, la plaine de la Nartuby étant transformée en « une mer, non pas de la façon de celle qui est lisse et de bon air, mais toute trouble », mais aussi les murailles de Draguignan dont une partie est emportée, ainsi que des ponts. Le témoin mentionne aussi la crue violente des petits cours d'eau du Malmont, par exemple la petite rivière de la Foux : « Au […] moulin de la Foux, l’on prend l’eau de la fenêtre. Le petit ruisseau devenu de grandes rivières arrachait de gros oliviers et les trainait avec soi en une si grande quantité, quasi innombrable ». Il rapporte aussi de nombreux dégâts aux routes, aqueducs, fontaines, jardins... La crue a partout laissé des dépôts de sable, gravier, pierres, troncs.
En 1827, la plaine inondable de Draguignan était agricole, c'est pourquoi la crue n'a fait que six victimes. Elle présente alors « l'aspect d'une vaste mer ». « Les gens de la campagne avaient toutes les peines du monde à se sauver sur les toits des habitations et des arbres les plus élevés ». Au hameau de Rebouillon (où en 2010 une maison est détruite et ses occupants emportés), un foulon et une maison sont détruits et à l'aval, un pont attribué aux Romains disparaît également. En 1943, l'historien Louis Honoré fait allusion à la crue de 1827 en déclarant qu'il faut se souvenir de « la soudaine irritation de notre sèche Nartuby, afin de nous garantir contre la surprise et la violence d’autres fureurs ». Quarante ans plus tard, en 1983, alors que l'urbanisation de la plaine est déjà très avancée, un autre historien, Michel Bellenfant, écrit : « À l’heure actuelle, la plaine [de Draguignan] est couverte par les maisons [...] et des installations industrielles. Qu’arriverait-il si une inondation comparable à celle de 1827 survenait ? ».
À Trans-en-Provence, le pont de la Nartuby est endommagé par la rivière en 1581, 1584, 1625. En 1674, détruit par la crue du 16 novembre, il est remplacé par une passerelle provisoire en bois. En 1677, la rivière fait un mort. En 1680, le nouveau pont récemment construit est détruit. Un troisième pont est établi : il est endommagé en 1710 et 1777, puis par la crue historique de 1827.
Plus récemment, en 1974, « la Nartuby déborde violemment, notamment à Draguignan et Trans-en-Provence ».

#### Crues de l'Argens
Les crues de l'Argens sont également un phénomène bien connu depuis des siècles. En 1702, le curé de Châteauvert écrit à l'archevêché d'Aix : « le fleuve d’Argents inonda si fort à une dernieres pluyes du mois passé que l’eau monta et s’éleva quatre pans au dessus du tabernacle de l’églize de la parroisse, qui est située auprès dudit fleuve, fit un tel désordre dans icelle que la pluspart des ornement son tous gastés et hors d’usage et mesme il fit une brèche aux murailles d’icelle par laquelle on y peut antré facillement ».
Dans sa basse vallée, à Roquebrune-sur-Argens, touchée à maintes reprises depuis 2010, et dans les communes voisines, les crues de l'Argens sont aussi bien connues. En 1939, l'Argens endommage un pont à Fréjus ; en 1959, « la basse vallée connaît d’importantes inondations par l’Argens et ses affluents, gonflés par les pluies abondantes qui se prolongent depuis le 1er décembre » ; en février 1974, l'Argens inonde Roquebrune et Fréjus ; en 1978, nouvelle inondation notamment à Roquebrune ; en 1994, encore une importante inondation, plus de 300 hectares sont recouverts par les eaux dans la basse plaine ; en 1996, Puget-sur-Argens est inondée.

#### Autres cours d'eau varois
Si le bassin versant de l'Argens est le plus vaste du département et donc le plus fréquemment affecté au moins pour partie par des crues, les autres cours d'eau connaissent également des phénomènes extrêmes connus depuis toujours.
Ainsi, « la crue du Gapeau du 8 septembre 1651 a fait 44 morts dans la région de Signes, Belgentier et Solliès-Pont ».
Les 28 et 29 septembre 1932, des pluies intenses ravagent la côte des Maures et de l'Esterel.
Du 23 au 27 janvier 1948, Hyères et La Garde sont sous les eaux, et le phénomène de ruissellement intense est ici mentionné : « La Garde immense lac - Et voici La Garde ! La plupart de ses habitants sont grimpés sur le basalte que dominent les ruines de son antique castel. Ils contemplent de là-haut l’émouvant panorama de l’immense plaine inondée... ». « Mais c’est surtout le Gapeau, petit fleuve côtier aussi capricieux qu’un torrent qui, grossi par les eaux dévalant des collines de Solliès-Toucas, de Belgentier et de Signes, rompit ses digues sur divers points, envahit la route nationale n° 98, au quartier de Plan à Hyères et propagea ses eaux limoneuses jusqu’à l’Aygade... ».
Du 24 et 25 mars 1956, des pluies paroxystiques affectent le Var, notamment dans le sud du département où une crue catastrophique du Gapeau et de ses affluents touche Hyères en particulier. « Mars 1956 a été le mois de mars le plus pluvieux sur Toulon et Le-Cannet-des-Maures sur la période 1946-2013 ».
De violentes pluies provoquent des inondations importantes assorties de gros dégâts le 29 septembre 1966, particulièrement à Saint-Raphaël.
Du 11 au 17 janvier 1978, de fortes pluies arrosent toute la Provence. Le 16 janvier, tous les cours d'eau du Var sont en crue et provoquent des inondations « dévastatrices ».

### Des populations vulnérables, conséquence du développement urbain et touristique
En juillet 2012, Jean-Pierre Bayle, alors président de la quatrième chambre de la Cour des comptes, expose aux sénateurs dans le cadre d'une mission parlementaire, à propos des inondations de juin 2010 : « La catastrophe a touché des territoires rendus vulnérables par une urbanisation croissante liée à la pression démographique qui touche la zone littorale. Il existe sur ces territoires aux capacités limitées une "soif de construire" entretenue par les propriétaires et les promoteurs et relayée par les élus locaux ». De plus, « l'examen des documents d'urbanisme montre une situation particulièrement hétérogène, une certaine volonté de ne pas être contraint par des règles d'urbanisme, et une tentation de ne pas afficher clairement les responsabilités des acteurs ».
L'INSEE indique qu'en Provence-Alpes-Côte d'Azur, les terrains naturellement inondables ne représentent que 10% de la surface régionale ; mais cette petite superficie a été urbanisée à 80%. C'est dans ces zones à risque que l'on a concentré la population : on y trouve 303 habitants au km² contre 165 en moyenne dans la région. C'est même dans ces zones à risque que l'on a construit les plus grandes densités de logements : 24 % de logements de plus en moyenne par km² que dans les zones non dangereuses.
La population varoise exposée au risque est ainsi beaucoup plus nombreuse qu'autrefois : depuis la Seconde Guerre mondiale, la population du Var a été multipliée par 2,8, passant de 370 000 habitants en 1946 à plus d'un million en 2016. Entre le début des années 60, marqué par le démarrage de l'essor touristique du département, et les années 2000, la densité de population a été multipliée par 2,2. Or, 22% des logements ont été construits en zone inondable (soit le double de la moyenne nationale). C'est aussi 22% des emplacements de camping qui ont été créés en zone inondable. Près d'un emploi sur trois se trouve en zone inondable.
De plus, les populations résidant dans les zones de débordement naturel des cours d'eau ne sont pas seules exposées. Les phénomènes de pluie intense peuvent entraîner un ruissellement présentant des hauteurs d'eau et des vitesses dangereuses. « Une partie des inondations n'était pas liée à des débordements de cours d'eau, mais à du ruissellement urbain : les chaussées sont inondées par l'eau de pluie qui ne parvient pas à s'évacuer par les réseaux d'évacuation des eaux pluviales qui eux-mêmes débordent. Se sont ajoutés des glissements de terrain sur des sols gorgés d'eau, avec des pentes qui avaient été fortement sollicitées par l'urbanisation », expose Magali Reghezza-Zitt, géographe et maîtresse de conférences à l’École normale supérieure.
L'augmentation de la vulnérabilité des populations frappe également des zones agricoles pourtant non urbanisables. Mais « le détournement des éventuelles exceptions pour l'agriculture et la difficulté de réaction contre les implantations sauvages rendent les protections réglementaires inopérantes et les situations juridiques inextricables. Cela conduit à une fragilisation du maintien de l'agriculture et à une aggravation des conséquences des inondations ».
L’insuffisante culture du risque a même conduit à ce que des services de secours soient installés en zone inondable. Ainsi, à Draguignan, en 2010, « l’inondation du SDIS [ Service Départemental d'Incendie et de Secours ] a impacté 160 véhicules dont 80 légers. Le CODIS [ Centre opérationnel départemental d'incendie et de secours ], placé au deuxième étage du SDIS, ne fut pas inondé mais a été rendu indisponible. Les moyens téléphoniques de transmission étaient quoi qu’il en soit rendus inutilisables du fait de l’inondation de la sous-station électrique de Trans-en-Provence. Le CSP [ Centre de secours principal ] de Draguignan, situé plus bas que le SDIS, a été également inondé comme à chaque crue importante, ce qui pose de manière évidente la question de sa relocalisation ».
L'information pourtant obligatoire des acheteurs ou locataires d'immeubles situés en zone inondable est volontairement oubliée : « les biens sont vendus ou occupés sans que le risque ait été même mentionné, alors que les conséquences sont potentiellement dramatiques pour les biens et les personnes ».
Dans un tel contexte, « le premier des impératifs est de ne plus construire dans les espaces vacants, de laisser à la rivière le maximum d'espace et de faire en sorte que le cours ne puisse pas en être obstrué par des embâcles. Le second est de faire en sorte que les bâtiments permettent de sauvegarder les personnes : solidité du bâti ; étages refuges ; cheminements par les toitures ».